# Шенбруннський мир
Шенбруннська мирна угода (фр. Traité de Schönbrunn; нім. Friede von Schönbrunn) була укладена 14 жовтня 1809 року в Шенбруннському палаці у Відні. Її підписали Французька імперія та Австрійська імперія завершивши, тим самим, існування п'ятої коаліції.
За цією угодою Австрія втратила вихід до Адріатичного моря. Також Австрія зобов'язалась передати Франції частину Каринтії й Хорватії. Франція отримала графство Гьорц (Горіца), Істрію з Трієстом, Крайну, Фіуме (сучасна Рієка). Надалі Наполеон I утворить з них Іллірійські провінції. До герцоґства Варшавського переходила Західна Галіція, Баварії — Тироль та Зальцбурзька область, Росії — Тарнопольський округ (край) (як компенсація за її участь у війні на боці Франції).
Загалом Австрія втратила 3 500 000 населення (з 21 100 000 підданих) та приблизно 100 000 км² своєї території (з первинних 700 000 км²). Австрія зобов'язувалась виплатити Франції 85 млн франків, скоротити свою армію до 150 000 солдат та розірвати відношення з Великою Британією, долучившись до континентальної блокади проти неї. За Шенбруннською мирною угодою Наполеон I гарантував цілісність володінь, що залишились у Австрії. Австрія ж фактично перетворилась на залежну від Франції державу.
Угоду було юридично скасовано рішенням Віденського конгресу (1814—1815 рр.)

## Розподіл Галицьких земель
Делегати Росії не брали участі в підготовці договору, однак договір укладено і від імені Росії, яка значилася серед союзників Франції поряд з малими рейнськими князівствами. За параграфом 5 статті 3 австрійський імператор віддав Росії «територію у найсхіднішій частині Старої (Східної) Галичини з 400-тисячним населенням», крім м. Броди. С.Голіцин розглядав придбання Росії вигідними у військовому плані — кордони проходять ріками Дністер і Стир (притока Прип’яті, басейн Дніпра).
Проте посол в Парижі князь О.Куракін оцінював їх негативно — «ми не отримали Броди, а це місто, завдяки своїй транзитній торгівлі, одне тільки й могло мати для нас якесь значення в цьому районі, оскільки було безповоротно вирішено, що Львів не може відійти до нас; вся ж інша частина Східної Галичини, котра простягається до Буковини, має лише жалюгідні поселення, бідні та поза участю в (транзитній) торгівлі».
Також так звана Провінція Нова Галичина, за умовами договору, була приєднана до герцогства Варшавського.